# Substation 235
El Substation 235  es un edificio histórico ubicado en Greenwich Village, Nueva York. El Substation 235 se encuentra inscrito  en el Registro Nacional de Lugares Históricos desde el 9 de febrero de 2006.  

## Ubicación
El Substation 235 se encuentra dentro del condado de Nueva York en las coordenadas 40°44′20″N 74°00′10″O / 40.738889, -74.002778.